# Jean-François Revel
Pour les articles homonymes, voir Revel.
Jean-François Revel, né Ricard le 19 janvier 1924 à Marseille et mort le 30 avril 2006 au Kremlin-Bicêtre, est un journaliste et essayiste libéral français.
Personnalité médiatique française, cet éditorialiste dirigea de 1978 à 1981 le magazine d'information L'Express. Il a publié de nombreux ouvrages à succès dont plusieurs ont suscité des polémiques intellectuelles sinon politiques. Il a été élu à l'Académie française en 1997.
Une série d'articles parus dans Libération en juin 2024 rapporte qu'il aurait fait partie entre 1977 et 1980 d'un réseau de pédocriminalité constitué de plusieurs intellectuels. Une enquête préliminaire du Parquet est en cours depuis le 23 octobre 2023. 

## Biographie

### Jeunesse et formation
Jean-François Ricard naît le 19 janvier 1924 à Marseille, dans une famille d’origine lyonnaise par son père et franc-comtoise par sa mère.
Il vit un temps aves ses parents en Afrique au Mozambique, alors colonie portugaise, où son père a obtenu une situation. Cela lui permet de parler le portugais. Il revient en France en 1929. Après des études à Marseille, à l'École de Provence tenue par les Jésuites, et un séjour au Royaume-Uni en 1937-1938 pour perfectionner son anglais, il entre en classe préparatoire littéraire au lycée du Parc à Lyon en 1941, en zone sud. Il s'éloigne alors de sa famille à la fois géographiquement et politiquement, car son père est partisan du régime de Vichy alors que lui ne l'est pas. Il intègre à Paris l’École normale supérieure, section lettres, en 1943.
Il s'engage dans la résistance,,. À Lyon tout d'abord, alors qu'il est en khâgne, à partir de décembre 1942, avec une modeste action de « coursier », au service d'un réseau animé par un enseignant, Auguste Anglès, selon ses mémoires, puis à Paris à partir de l'automne 1943, sous les ordres de Pierre Grappin, autre universitaire,. À la Libération, il est brièvement chargé de mission au commissariat de la République de la région Rhône-Alpes.

### Carrière
Revel est d'abord enseignant, en Algérie française, à l'étranger ensuite puis en France métropolitaine. Il est professeur à l’Institut supérieur franco-musulman de Tlemcen (1947-1948), une « medersa » selon ses dires, où les élèves étaient tous « algériens ».
Ensuite, après « deux années de bohème crapuleuse et avinée » passées en France métropolitaine, il est professeur de philosophie au lycée français de Mexico et à l’Institut français de Mexico de 1950 à 1952, puis enseigne à Florence en Italie de 1952 à 1956, ce qui lui permet de maitriser l'espagnol et l'italien. En Italie, il enseigne à la fois à l’Institut français de Florence, où il donne des cours d'histoire et d'histoire de l'art, et à la faculté des langues vivantes de l'Université de cette ville toscane, en tant que lecteur de français. Il en profite pour s'intéresser au patrimoine artistique italien et fréquenter les milieux culturels de ce pays. Il fréquente aussi des collègues comme André Fermigier, qui devient un ami. Et Fermigier et le Britannique Jacob Bean sont ses guides en matière d'histoire de l'art italien.
Il revient ensuite en France où il est reçu à l'agrégation de philosophie en 1956, plus tardivement donc que certains de ses anciens camarades de « Normale Sup ». Il enseigne la philosophie au lycée Faidherbe à Lille (1957-1959) puis au lycée Jean-Baptiste-Say à Paris (1960-1963). Il quitte l'Éducation nationale en 1963 et se consacre désormais uniquement à l'écriture de livres, d'essais surtout, au journalisme et à l'édition.
Il adopte, par auto-dérision, le pseudonyme « Revel », du nom du restaurant parisien Chez Revel. Il obtient ensuite du ministère de la justice et du Conseil d'État le droit de modifier son patronyme pour prendre légalement le nom de Revel.
Auteur d'un roman, il a commencé à être publié en France en 1957, à 33 ans. Il se fait connaître la même année par un essai incisif, Pourquoi des philosophes ?. Ses essais rencontrent souvent un large succès de librairie et sont publiés à l'étranger.
Il est aussi journaliste depuis le début des années 1960 : il est d'abord rédacteur en chef des pages littéraires de France-Observateur, de 1960 à 1963, et collabore de manière très régulière à la revue d'art L'Œil, de 1961 à 1967. Il entre au Figaro littéraire, pour trois ans, puis à L'Express en 1966, après avoir donné quelques articles épisodiques auparavant à cet hebdomadaire de la gauche libérale. Il y est d'abord éditorialiste littéraire, rendant compte d'essais, de livres politiques et de littérature. Il est ensuite à partir de 1971 éditorialiste politique.
Il est parallèlement conseiller littéraire aux éditions Julliard, de 1960 à 1965 puis chez Robert Laffont, de 1965 à 1977. Chez Julliard, il dirige une nouvelle collection consacrée à l'histoire de l'art à partir de 1962, destinée à faire connaitre les classiques étrangers de l'histoire de l'art en les traduisant, et une collection de poche « Littérature », qu'il a fondée en 1963 pour diffuser des ouvrages classiques introuvables et moins connus que les grands chefs-d'œuvre. Il fonde et dirige aussi la collection « Libertés » chez l'éditeur Jean-Jacques Pauvert, de 1964 à 1968, puis chez Robert Laffont,. Cette collection publie ou réédite des pamphlets.
Après la publication de son essai Pour l'Italie en 1958, il collabore à plusieurs périodiques dans ce pays, à l'hebdomadaire L'Espresso d'abord, au quotidien La Stampa de 1972 à 1976, enfin au quotidien Il Giornale de son ami le journaliste Indro Montanelli, jusqu'au départ de ce dernier en 1994 et à l'autre quotidien fondé par Montanelli en 1994, La Voce.
En septembre 1978, à la suite du rachat de L'Express par le milliardaire James Goldsmith, il devient le directeur de la rédaction de ce magazine qui accueille alors un autre intellectuel libéral, Raymond Aron. Il le quitte en mai 1981, dans le contexte de l'élection de François Mitterrand à la présidence de la République, en signe de solidarité avec son ami Olivier Todd, rédacteur en chef, licencié par le propriétaire du journal,.
En 1982, il rejoint ensuite, en tant qu'éditorialiste, le magazine hebdomadaire Le Point,, dirigé notamment par Claude Imbert, un ancien de L'Express. Comparant ces deux magazines, il écrit dans ses mémoires : « La rédaction du Point, telle que je la vois fonctionner depuis 20 ans, offre un contraste réconfortant avec celle de L'Express (…) Au Point, peu ou pas d'intrigues, du moins qui fussent assez envahissantes pour perturber la vie du journal ».
Il est aussi chroniqueur à la radio Europe 1 (1989-1992) puis à RTL (1995-1998). Ses textes sont aussi publiés dans la revue de son ami Pierre Nora Le Débat et dans la revue libérale Commentaire. Il collabore aussi à la revue anticommuniste Est-Ouest, après la mort de son fondateur Georges Albertini en 1983. Cette revue est publiée sous l'égide de l'Institut d'histoire sociale.

### Engagement politique
Tenant d'une gauche démocratique et antigaulliste dans les années 1950 et 1960, il adhère au Parti socialiste unifié (PSU), comme d'autres membres de la rédaction de France-Observateur, à la Convention des institutions républicaines (CIR) de François Mitterrand, et à la Fédération de la gauche démocrate et socialiste (FGDS) fondée et présidée par Mitterrand en 1965. Il est membre du comité directeur du CIR. Aux élections présidentielles de 1965, il annonce voter pour Mitterrand contre de Gaulle : 

« Il y a une seule personne en France, aujourd'hui comme hier, qui n'ait pas de programme, tout en revendiquant d'ailleurs la totalité de l'exécutif et même davantage, c'est de Gaulle. Si je vote contre lui et pour Mitterrand, c'est précisément parce que je ne veux pas que mon avenir dépende de coups de tête inopinés, des revirements imprévisibles et des effets de théâtre d'un individu. (La coutume est ici d'ajouter : " Si éminent soit-il, etc. " On m'en dispensera, car cela ne correspond pas à mon opinion.). »

 Lorsque Mitterrand met en place en 1966 un contre-gouvernement sur le modèle du « shadow cabinet » de l'opposition britannique, Revel est désigné contre-ministre de la culture,. Il se présente aux élections législatives de mars 1967 en tant que candidat de la FGDS, dans les Hauts-de-Seine, sans succès,, : il ne parvient pas au second tour, comme Mitterrand le lui avait prédit. Il ne suit pas Mitterrand lorsque ce dernier devient socialiste et prend la tête du Parti socialiste en 1971.
Durant la guerre d'Algérie, il cosigne en 1960 le Manifeste des 121, qui dénonce l'action de l'armée française en Algérie, prône l'indépendance de l'Algérie et soutient les Français qui refusent de « prendre les armes contre le peuple algérien » ou qui « estiment de leur devoir d'apporter aide et protection aux Algériens opprimés au nom du peuple français ». Ultérieurement, il justifie sa signature en soulignant que son anticolonialisme est fondé sur sa connaissance de l'Algérie coloniale et son hostilité aux politiques coloniales des gouvernements français :

« En 1947-1948, j'avais été en Algérie dans le cadre d'un enseignement franco-musulman. J'ai tout de suite vu que cela ne pouvait durer, j'ai constaté que les élections étaient truquées. J'ai pensé que l'indépendance allait venir. Je n'ai donc pas été surpris par la suite des événements à cause de la politique coloniale menée par le gouvernement français. Je crois que je ne me suis pas trompé. »

Il affirme aussi :

« J'étais contre les porteurs de valises, contre les billevesées de Sartre, contre le tiers-mondisme révolutionnaire, le terrorisme aveugle. Mais j'étais aussi contre la torture, pour le droit à l'insoumission. Ce n'était pas une guerre étrangère puisqu'il s'agissait de trois départements métropolitains. Dans une opération de maintien de l'ordre, on n'envoie pas le contingent. C'est une violation de la loi, une véritable forfaiture. C'est donc une question purement juridique. »

En 1966, il cosigne un appel de personnalités de gauche demandant la constitution de « comités de soutien au peuple vietnamien », dans le contexte de la guerre du Vietnam et de la contestation de l'intervention américaine. L'appel est animé par Claude Bourdet, fondateur de France-Observateur,. En février 1968, il cosigne un autre appel de personnalités appelant à la « solidarité avec la révolution cubaine » contre « l'impérialisme des États-Unis (qui) se manifeste sur tous les fronts au Vietnam, sur le continent américain et, sous des formes différentes, en Europe occidentale » et à « la lutte politique, effective et sans compromis contre le maintien du pacte atlantique » (OTAN). La même année, il fait partie du « Comité de la gauche pour la paix négociée au Moyen-Orient », initié notamment par Marek Halter au lendemain de la guerre des Six Jours,.
Il devient à partir des années 1970 en France une « sentinelle du libéralisme au temps du marxisme triomphant », participant aux polémiques, bataillant contre l'union de la gauche et son Programme commun, contre l'idéologie communiste et la « tentation totalitaire » qui gagne une partie de la gauche non-communiste selon lui. Il dénonce la révérence à l'égard des communistes et du communisme dans une partie du milieu intellectuel et dans les médias de gauche comme le quotidien Le Monde sous la direction de Jacques Fauvet, notant :

« La psychologie de guerre froide (…) comporte l'assimilation de toute description réaliste de l'URSS à l'antisoviétisme de principe ; puis de l'antisoviétisme à un anticommunisme de préjugé ; enfin, de l'anticommunisme à une hostilité de contagion visant toute la gauche. De la sorte, ou l'on accepte en bloc et en détail les exigences communistes, ou l'on est réactionnaire. »

Il est l’une des chevilles ouvrières du Comité des intellectuels pour l'Europe des libertés (CIEL), mobilisé entre 1978 et 1986 contre le totalitarisme communiste et au nom de la défense de dissidents de l'URSS et de l'Europe de l'Est, dans le contexte des dernières années de la Guerre froide.
Il s'associe en janvier 1982 à un colloque du Comité pour le monde libre très critique vis-à-vis de l'Organisation des Nations unies (ONU).
Cet anticommuniste préside l'Institut d'histoire sociale de 1998 à sa mort en 2006. Il a irrégulièrement collaboré à la revue publiée sous les auspices de cet Institut, Est-Ouest, et l'un de ses animateurs, le Serbe Branko Lazitch, était un ami. Ils ont cosigné en 1978 une étude sur « la vraie vie de Georges Marchais », publiée dans L'Express en 1978,. L'étude est dénoncée par le quotidien L'Humanité car elle vise le secrétaire général du Parti communiste français, et notamment la période durant laquelle il a travaillé en Allemagne durant la Seconde Guerre mondiale. Lazitch, spécialiste du monde communiste, a contribué à son essai Comment les démocraties finissent (1983).

### Académicien
Il est élu le 19 juin 1997 à l'Académie française au 24e fauteuil, où il est reçu le 11 juin 1998 par l'historien Marc Fumaroli.

### Vie privée
Jean-François Revel se marie une première fois, à l'été 1945, avec la peintre Yahne Le Toumelin, dont il a un fils et une fille : Matthieu Ricard, né en 1946, moine bouddhiste, et Ève Ricard, née en 1948. Dans ses mémoires, il fait état d'un « mariage imprudent et prématuré, source de difficultés matérielles ». Son mariage et ses jeunes enfants ont ralenti sa carrière universitaire et l'ont obligé à prendre des « postes d'enseignement excentriques » mais bien rémunérés.
Il fréquente un temps un gourou, Georges Gurdjieff (1866/77-1949), « sous l'influence du prosélytisme de sa femme » selon ses mémoires. Le couple se sépare dans les années 1950.
En 1967, il épouse en secondes noces la journaliste Claude Sarraute, après avoir eu avec elle une liaison secrète depuis le début des années 1960 ; Claude Sarraute était alors mariée et n'a divorcé qu'en 1966. De cette union est né le haut fonctionnaire Nicolas Revel, en 1966. Le couple adopte une fille, Véronique Revel, née en 1968. Il note dans ses mémoires :

« Moi, l'ancien élève des jésuites devenu athée, moi disciple de Voltaire, animé depuis ma dix-huitième année de cet agnosticisme virulent que sait susciter la Compagnie de Jésus, je me retrouvais avec une fille orthodoxe grecque, un fils bouddhiste tibétain et un autre fils juif ! »

Le couple a vécu ensemble durant 43 ans. Chacun accepte que l'autre ait d'autres partenaires. Revel a eu plusieurs maitresses et Claude Sarraute a longtemps un amant, un journaliste allemand, prénommé Hans,,. 
Passionné de gastronomie, il adhère en 1978 au Club des Cent. François Nourissier, qui a publié des extraits de Pourquoi des philosophes ? dans sa revue La Parisienne en 1957, le présente comme « un Raymond Aron volontiers moqueur et membre du Club des Cent ».
Le chroniqueur Philippe Lançon souligne dans un article de Libération, à l'occasion de l'entrée de Revel à l'Académie française, l'alcoolisme de ce dernier : « […] l'alcool, que Revel apprécie tant et trop […]. Vins et whisky ont sérieusement marqué sa vie mondaine, l'ont imbibée d'amis, d'aigreurs et de solitude ». Revel reconnaît dans ses mémoires être alcoolique, un « vice » et une « maladie […] très tôt contractée », tout en fustigeant l'article venimeux de Lançon. Son « désir d'écrire » a été son « contrepoids le plus efficace » à son alcoolisme. Dans ses mémoires, la journaliste Michèle Cotta, qui a bien connu et Revel et Mitterrand, évoque une des premières réunions du contre-gouvernement imaginé par François Mitterrand, rue de Lille au siège de la FGDS. Comme Mitterrand était en retard, Revel en a profité pour aller boire dans un bar voisin. À son retour, malgré son ivresse manifeste — que pourtant Mitterrand n'a pas remarquée —, il a été capable de livrer une « péroraison cinglante » contre la politique culturelle d'André Malraux.

### Mort

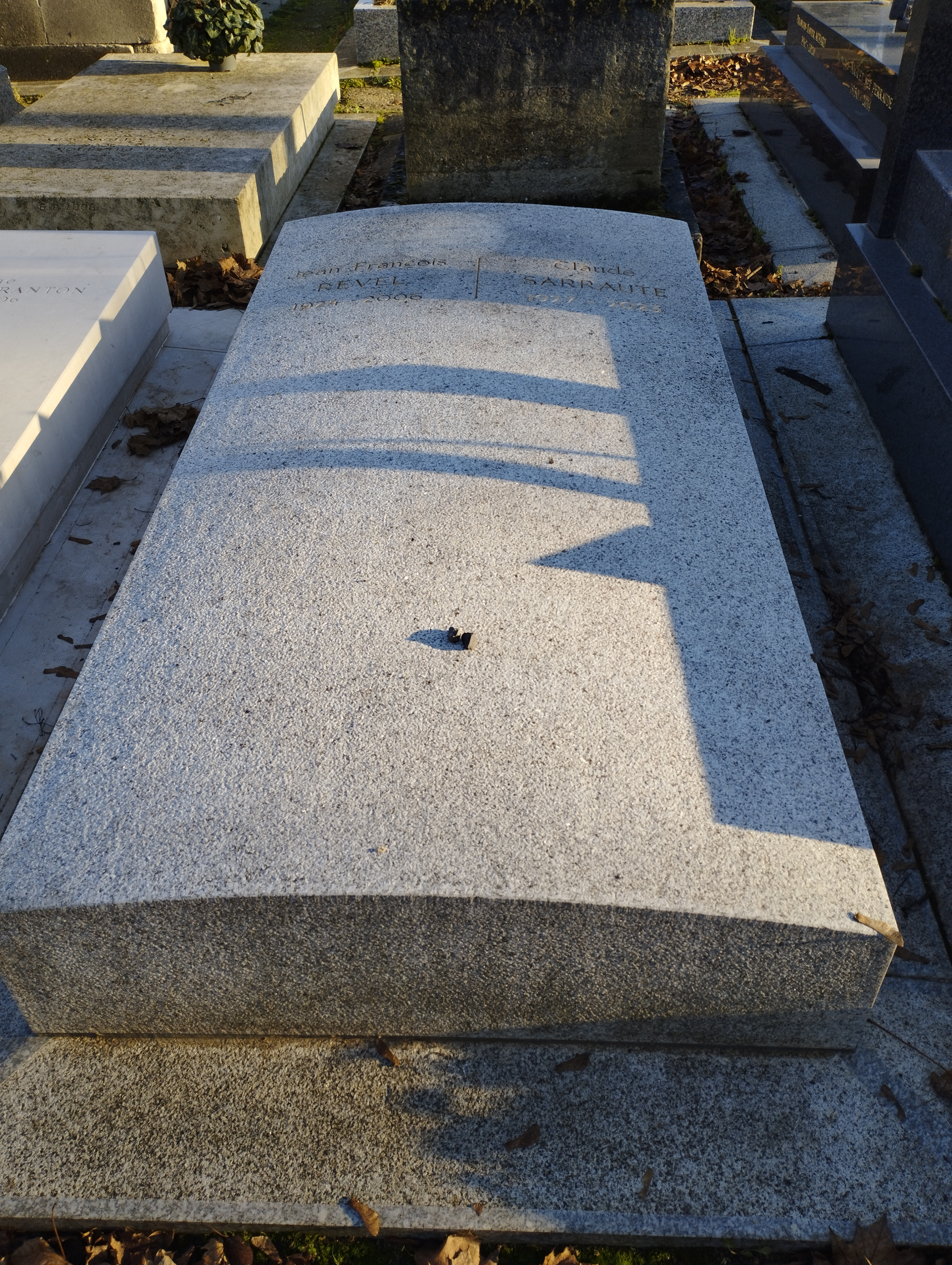
Tombe de Jean-François Revel et Claude Sarraute au cimetière du Montparnasse (division 10).

Jean-François Revel meurt le 30 avril 2006 au Kremlin-Bicêtre, à l'âge de 82 ans. Il est inhumé le 5 mai au cimetière du Montparnasse (10e division). Claude Sarraute l'y rejoint à sa mort survenue le 20 juin 2023, à l'âge de 95 ans.

## Décorations
- Officier de la Légion d'honneur (France) (2005)[65]
- Officier de l'ordre national de la Croix du Sud (Brésil)
- Grand officier de l'ordre de l'Infant Dom Henri (Portugal)
- Commandeur de l'ordre d'Isabelle la Catholique (Espagne)

## Œuvre
Son premier article paru dans un périodique parisien est publié en 1952 dans la revue Esprit, sous le pseudonyme de Jacques Séverin. Il porte sur les failles politiques, sociales et culturelles du Mexique où il séjourne alors,. Son premier essai, le pamphlet Pourquoi des philosophes ? (1957), et La Cabale des dévots (1962) qui en constitue la suite, s'en prennent avec une « ironie féroce » à la philosophie métaphysique et aux philosophes volontairement abscons. Revel remet en question l'essence même de l'activité philosophique : selon cet agrégé de philosophie, la philosophie n'a plus d'intérêt depuis qu'elle s'est séparée de la science. Il se moque des « pensées et des systèmes philosophiques dominants, (et) n’épargne ni Lacan, ni Heidegger, ni Bergson, ni le marxisme, ni Lévi-Strauss ». La Cabale des dévots réunit les réponses aux polémiques soulevées par le livre précédent. Le premier volume de sa collection « Libertés » chez J-J Pauvert, publié en 1964, est une réédition de Pourquoi des philosophes ?. Il sera d'ailleurs la meilleure vente des titres de la collection, avec 27 476 exemplaires vendus entre 1964 et 1967.
Il publie en 1958 le pamphlet iconoclaste Pour l'Italie, issu de son séjour dans ce pays au début des années 1950. Ce livre qui moque les stéréotypes attribués à l'Italie ainsi que le conformisme, le provincialisme et le traditionalisme de la société italienne soumise à l'Église catholique a un retentissement certain en France et en Italie. Dans une préface pour une réédition de ce livre, en 1976, Revel regrette ses simplifications et ses exagérations. Evoquant son pamphlet dans ses mémoires, il écrit : « Devant certaines surdités volontaires, il faut travailler à l'explosif ».
Il a publié d'autres pamphlets tel Le style du général en 1959 qui analyse et critique les discours du général de Gaulle pour contester la valeur du style tant vanté du nouveau président de la République et mettre à jour sa philosophie politique et sa mégalomanie. Sa conclusion est féroce :

« Je m’excuse d’avoir, dans ma rédaction, écrit tantôt général, tantôt Général. Je ne fais en cela que suivre de Gaulle, qui, dans ses Mémoires, écrit ce mot tantôt avec une majuscule (par exemple dans Général de Gaulle), tantôt avec une minuscule (par exemple, dans général Catroux),. »

Antigaulliste, il s'en prend au général de Gaulle et à sa présidence dans ce pamphlet et dans un autre, En France ou la fin de l'opposition (1965), ainsi que dans ses articles publiés dans France-Observateur, repris pour certains dans Contrecensures (1966). Il s'y fait un procureur de « l'autodictature par l'autosatisfaction », donnant du régime gaullien la définition suivante :

« La dictature en période de prospérité, la dictature dans un pays où le problème principal n'est effectivement plus celui du pain quotidien, la dictature par le conformisme provoqué, la soumission, l'abêtissement, le gobage, la dictature par l'assoupissement en période de digestion. »

Il ne renie pas son antigaullisme par la suite mais il apporte quelques nuances, reconnaissant au général de Gaulle la stature d'homme d'État :

« La différence entre le grand homme d'État et son contraire n'est pas que le premier a toujours raison et que le second se trompe toujours. Elle est que le second ne fait rien que suivre ses troupes et que le premier les précède et fait quelque chose, y compris des erreurs. De Gaulle fut grand non parce qu'il était infaillible, mais parce qu'il était capable de cette vitesse dans la décision et dans l'action qui est la seule marque des vrais dirigeants, et qui permet de dire que, s'ils n'avaient pas été là, mieux ou pire, en tout cas le monde eût été différent. De combien peut-on réellement le dire ? »

Revel évoque ainsi ses « écrits d'avant 1968 » dans ses mémoires :

« Je m'aperçois qu'ils sont parsemés de ces panneaux de signalisation qui, à côté de positions solidement étayées et auxquelles je souscris aujourd'hui encore, ont pour seul office de crier au passant : « Coucou ! Je suis de gauche ! Je suis de gauche ! » Cela ne veut pas dire, en l'espèce, que l'on préconise une politique objective conduisant en effet dans la pratique à plus de justice (puisqu'on reste « de gauche » même quand la politique du même nom engendre l'injustice). Cela veut dire que l'on se fait acclamer (ou que l'on s'acclame soi-même, ce qui est plus sûr) comme subjectivité de gauche et comme membre d'une famille morale. »

Après plusieurs séjours aux États-Unis, notamment en 1968-1969 et grâce à sa maitrise de l'anglais, il publie en 1970 un essai politique, Ni Marx ni Jésus, dans lequel il présente les États-Unis comme le fer de lance d'une nouvelle révolution mondiale du fait de l'effervescence intellectuelle et sociale que connaît ce pays dans les années 1960,,. Son livre marque en tout cas sa rupture avec l’antiaméricanisme. Son essai connaît un gros succès, aussi bien en France qu'aux États-Unis. Il aurait eu un tirage de 150 000 exemplaires en édition ordinaire en France et est publié dans plusieurs pays. Son livre lui donne une image « d'homme de gauche passé à droite » qui lui colle à la peau par la suite.
Inquiet pour la survie des régimes de liberté face aux totalitarismes (La tentation totalitaire, 1976, La nouvelle censure. Un exemple de mise en place de la mentalité totalitaire, 1977, Comment les démocraties finissent, 1983), il réfléchit aux évolutions de la démocratie à la suite notamment de l'effondrement de l'URSS et du bloc de l'Est (Le Regain démocratique, 1992), en étant nuancé à l'échelle mondiale,.
Il dénonce ceux qui, à gauche, contestent la pertinence de la comparaison entre le nazisme et le communisme, notamment dans La grand parade. Essai sur la survie de l'utopie (2000). Aux « négationnistes procommunistes » qui expliquent que les crimes du stalinisme trahissent le communisme, il réplique : « Qu'est-ce donc que ce système, le meilleur jamais conçu par l'homme, nous dit-on, mais qui est doté de cette surnaturelle propriété de ne jamais mettre en oeuvre, nulle part, autre chose que le contraire de lui-même, que sa propre perversion ? ». Il souligne que le communisme « cache sa nature derrière son utopie », contrairement au nazisme, ce qui le rend « encore moins excusable que l'autre ».
La Grâce de l'État est un autre pamphlet publié en 1981 pour dénoncer les dérives des premiers mois de la présidence de François Mitterrand. En 1992, il s'en prend dans son pamphlet L'absolutisme inefficace à la fois à Mitterrand, alors président de la République depuis mai 1981, et au « présidentialisme à la française » issu de la constitution de la Ve République et plus encore de la pratique présidentielle depuis 1958 :

« Je prends ici à tâche de défendre François Mitterrand contre ses détracteurs. Je reconnais certes qu'il a, dans l'exercice de la fonction présidentielle, su conjuguer, en un désastreux et paradoxal mariage, l'abus de pouvoir et l'impuissance à gouverner, l'arbitraire et l'indécision, l'omnipotence et l'impotence, la légitimité démocratique et le viol des lois, l'aveuglement croissant et l'infaillibilité, l'État républicain et le favoritisme monarchique, l'universalité des attributions et la pauvreté des résultats, la durée et l'inefficacité, l'échec et l'arrogance, l'impopularité et le contentement de soi. Je le reconnais, mais je me propose de démontrer que le coupable, c'est l'institution. C'est la présidence, telle qu'elle est définie par la constitution (…) et surtout, telle qu'elle s'est pervertie (…) au fil des successions. »

Dans son article nécrologique, Roger-Pol Droit souligne que Revel n'a cessé dans ses livres de « combattre les ignorances et les aveuglements qu'il juge nuisibles, et de défendre, faits et arguments à l'appui, les libertés aussi bien économiques que politiques ». Persuadé que le libéralisme économique et la démocratie libérale « constituent la seule voie possible de progrès social », il a provoqué à partir des années 1970 « l'hostilité à son égard d'une bonne partie de la gauche », qui l'a présenté parfois comme un « réactionnaire épouvantable et crispé ». Il fustigeait « l'incorrigible propension des hommes - même les meilleurs, même les plus intelligents - à préférer leurs convictions aux leçons des faits et aux conclusions de la logique ». C'est l'une des thèses de son essai La connaissance inutile (1988).
Selon Philippe Boulanger, qui lui a consacré une thèse, Jean-François Revel était « un penseur peu théoricien, avant tout soucieux des faits » qui s'est mis « au service de la défense d’une démocratie qu’il (jugeait) menacée de l’intérieur et de l’extérieur ». Il a été un « ardent défenseur de la démocratie libérale si combattue et malmenée par les fascismes et les totalitarismes nazi et communiste », un « libéral démocrate français, certain de son ancrage à gauche en dépit des controverses le visant ». Il a occupé « une place à la fois centrale et marginale dans l’histoire des idées en France » et a contribué à diffuser grâce à ses livres à succès et ses éditoriaux les idées libérales.
Son œuvre ne se limite pas à ses pamphlets politiques et philosophiques et à ses essais. Il a été aussi un mémorialiste, un historien de la philosophie, un critique d'art.

## Accusation de pédo-criminalité
(juin 2024).
Le texte peut changer fréquemment, n’est peut-être pas à jour et peut manquer de recul. 
Le titre et la description de l'acte concerné reposent sur la qualification juridique retenue lors de la rédaction de l'article et peuvent évoluer en même temps que celle-ci.
En juin 2024, Jean-François Revel est nommément mis en cause dans une enquête de Libération sur les « hommes de la rue du Bac »,. Selon le quotidien, le 23 octobre 2023, le parquet de Paris a ouvert une enquête préliminaire (malgré la prescription) à la suite d'accusations de sévices sexuels répétés que ces « hommes », auraient fait subir à Inès Chatin, fille adoptive du Dr Jean-François Lemaire, pendant plusieurs années alors qu'elle était enfant (de ses 4 à 13 ans). Ces abus et viols auraient été commis par un réseau de pédocriminalité,, entre 1977 et 1987, sur elle et d'autres enfants, lors de cérémonies secrètes. Ce réseau, créé autour du Dr Lemaire, aurait compris plusieurs de ses amis, dont Gabriel Matzneff, Jean-François Revel et Claude Imbert.
Les trois enfants de Jean-François Revel, Nicolas Revel, Ève Ricard et Matthieu Ricard, se sont exprimés : ils souhaitent « que la justice qui a été saisie puisse établir ce qui s’est réellement passé » et comprennent « l’attente de la victime qui a déposé plainte et dont [nous ne doutons] d’aucune manière de la sincérité et de la douleur ». Pour autant, ils affirment que ces accusations « (les) plongent dans une incrédulité d’autant plus profonde, qu’elles concernent un homme, (leur) père, dont tout ce (qu'il savent) de sa personnalité comme de son comportement tout au long de sa vie, se situe aux antipodes des actes monstrueux qui lui sont prêtés ».
Dans une tribune publiée sur la plateforme de blogs Medium et reprise ensuite dans la revue libérale Commentaire à l'automne 2024, Henri Astier et Pierre Boncenne, tous deux spécialistes de Revel, fustigent les procédés du quotidien Libération,.
Près de neuf mois après l'enquête de Libération, Le Figaro publie une contre-enquête remettant en cause les accusations formulées à l'encontre de Jean-François Revel. Libération répond à cette contre-enquête le 2 avril 2025 par un article détaillant les éléments permettant de l'impliquer.
Ce dernier article fait réagir publiquement les trois enfants de Revel. Ils publient une tribune dans Le Figaro le 7 avril, dans laquelle ils s'y disent « convaincus que les accusations portées contre (leur) père sont dénuées de tout fondement et que Libération s’est livré à un travail journalistique basé sur l’approximation, le mensonge et la manipulation ». Ils annoncent de ce fait avoir « décidé d’engager une action judiciaire contre » ce quotidien,.

## Publications
- Histoire de Flore, roman, Éditions Julliard, 1957
- Pourquoi des philosophes ?, Julliard, 1957
- Pour l'Italie, Julliard, 1958
- Le Style du Général, Julliard, 1959 ; Éditions Complexe, 1988
- Sur Proust, Julliard, 1960
- La Cabale des Dévots, Julliard, 1962
- En France, Julliard, 1965
- Contrecensures, Jean-Jacques Pauvert, 1966
- Lettre ouverte à la droite, Albin Michel, 1968
- Ni Marx ni Jésus : de la seconde révolution américaine à la seconde révolution mondiale, Éditions Robert Laffont, 1970
- Idées de notre temps, Robert Laffont, 1972
- Descartes inutile et incertain, Stock, 1976
- La Tentation totalitaire, Robert Laffont, 1976
- La Nouvelle Censure, Robert Laffont, 1977
- Un festin en paroles, Jean-Jacques Pauvert, 1979 ; Plon, 1995
- La Grâce de l'État, Grasset, 1981
- Comment les démocraties finissent, avec Branko Lazitch, Grasset, 1983
- Le Rejet de l'État, Grasset, 1984
- Une anthologie de la poésie française, Robert Laffont, coll. « Bouquins », 1984
- Le Terrorisme contre la démocratie, Hachette, Pluriel, 1987 (recueil de vingt-deux éditoriaux)[101],[102]
- La Connaissance inutile, Grasset, 1988
- Le Regain démocratique, Fayard, 1992 ; Hachette, Pluriel, 1993
- L'Absolutisme Inefficace ou contre le présidentialisme à la française, Plon, 1992 ; Pocket, 1993
- Histoire de la philosophie occidentale de Thalès à Kant, Nil Éditions, 1994 ; Pocket, 1996
- Le Voleur dans la maison vide, mémoires, Plon, 1997 ; Pocket, 1998
- Le Moine et le Philosophe (avec Matthieu Ricard), Nil Editions,1997 ; Plon, 1998
- L'Œil et la Connaissance, écrits sur l'art, Plon, 1998 ; Pocket, 1999
- Fin du siècle des ombres. Chroniques politiques et littéraires 1980-1999, Fayard, 1999 ; Pocket, 2002 (recueil d'éditoriaux publiés dans Le Point et dans des médias étrangers)
- La Grande Parade : essai sur la survie de l'utopie socialiste, Plon, 2000[103]
- Les Plats de saison : Journal de l'année 2000, Le Seuil, 2001
- L'Obsession anti-américaine, Plon, 2002
- Mémoires, édition intégrale, Robert Laffont, coll. « Bouquins », 2018 (posthume)

## Prix
- Prix Fénéon 1957 pour Pourquoi des philosophes ?
- Prix Aujourd'hui 1983 pour Comment les démocraties finissent
- Prix Konrad-Adenaeur 1983 pour Comment les démocraties finissent
- Prix Chateaubriand 1988 pour La Connaissance inutile[104]
- Prix Jean-Jacques-Rousseau 1988 pour La Connaissance inutile[105]
- Grand prix littéraire d'Ajaccio 1992 pour Le Regain démocratique
- Prix du livre libéral 2000 pour La Grande Parade[106]

### Articles favorables
- Pascal Engel, « Revel nous manque », en-attendant-nadeau.fr, 27 mars 2018
- Eric de Bellefroid, « Jean-François Revel, la bête de débat », lalibre.be, 24 juin 2013
- Robert Jules, « Jean-François Revel fut l'un des rares à être libéral à la fois en économie et en politique », latribune.fr, 1er juillet 2016 (Interview d'Alain Laurent)
- Michel André, « Le regretté scalpel de Revel », books.fr, mai-juin 2017
- Henri Astier, « Jean-François Revel ou le syndrome d’Orphée », telos-eu.com, 7 décembre 2024
- Emanuel Hecht, « Revel, en « tonton flingueur » », lesechos.fr, 6 août 2019

### Articles critiques
- Articles d'Acrimed consacré à Jean-François Revel.
- Claude Bourdet, « De La Tentation totalitaire à L’Effondrement de la démocratie. Défense et illustration de l’Occident », Le Monde diplomatique, mars 1976 (Lire en ligne)